# Ponte dei Santi Filippo e Giacomo
Il ponte dei Santi Filippo e Giacomo, detto anche ponte dei Leoni, è un antico ponte di Ascoli Piceno che attraversando il fiume Tronto collega i quartieri di Porta Maggiore e di Monticelli, nella zona est della città.
Fa parte dell'antico percorso della via Salaria, rimasto in uso fino alla realizzazione della circonvallazione nord negli anni sessanta.

## Storia
La costruzione del ponte medioevale risale al 1378. Fu ricostruito nel 1471 (con la direzione dei lavori di Bartolomeo Mattioli di Torgiano), in seguito a un crollo parziale avvenuto nel 1453. Il nome deriva da una piccola chiesa ubicata nelle vicinanze, oggi sconsacrata e convertita in civile abitazione. È composto da sei archi acuti di varie dimensioni.
Nel 1528 il ponte fu restaurato a causa un nuovo crollo di un’arcata. Con il restauro ci fu qualche modifica architettonica.
Nei secoli successivi, altri interventi furono necessari, fino a quelli più recenti che portarono a nuovi adeguamenti, soprattutto per esigenze di transito di autoveicoli, in particolare dopo che la via Salaria fu elevata a strada statale. Nel 1932, durante il ventennio fascista, il ponte fu nuovamente ristrutturato dall'Azienda autonoma statale della strada (odierna ANAS): in questa occasione fu sopraelevato e allargato, con l’aggiunta delle lunette laterali, e furono realizzati i severi leoni in pietra, due per ogni accesso, che riportano la sigla "AASS".
Nel 2016 furono eseguiti lavori di restauro e miglioramento sismico del ponte. Oltre ad essi fu adeguata la carreggiata a doppio senso di marcia e fu realizzata una nuova corsia separata ciclopedonale nel lato sud della struttura.